# Taphozous perforatus
Il pipistrello delle tombe egiziano (Taphozous perforatus  E.Geoffroy, 1818) è un pipistrello della famiglia degli Emballonuridi diffuso in Africa, Medio oriente e Subcontinente indiano.

## Descrizione

### Dimensioni
Pipistrello di medie dimensioni, con la lunghezza totale tra 90 e 112 mm, la lunghezza dell'avambraccio tra 56 e 67 mm, la lunghezza della coda tra 19 e 32 mm, la lunghezza del piede tra 10 e 14 mm, la lunghezza delle orecchie tra 15 e 21 mm e un peso fino a 39 g.

### Aspetto
La pelliccia è corta, soffice, fine e setosa. Le parti dorsali sono marroni scure, bruno seppia o bruno-grigiastre, con la base dei peli bianca, mentre le parti ventrali sono grigio chiare, bruno-grigiastre chiare o scure. La testa è relativamente piatta e triangolare, il muso è conico, con una profonda depressione tra gli occhi, privo di peli e con una chiazza di lunghi peli scuri sul mento. È privo di sacca golare. Sul labbro inferiore è presente un solco longitudinale superficiale. Gli occhi sono relativamente grandi. Le orecchie sono triangolari con la punta smussata, rivolte all'indietro, separate tra loro, con diverse pieghe sulla superficie interna del padiglione auricolare. Il trago è corto, largo e con l'estremità leggermente arrotondata, mentre l'antitrago è lungo, semi-circolare e si estende quasi fino all'angolo posteriore della bocca. Le membrane alari sono lunghe, strette e bianche o marroni chiare e sono attaccate posteriormente sulla tibia, sopra le caviglie. Una sacca ghiandolare è presente tra l'avambraccio e il primo metacarpo. La coda è lunga e fuoriesce dall'uropatagio a circa metà della sua lunghezza. Il calcar è lungo.

### Ecolocazione
Emette ultrasuoni a ciclo di lavoro basso sotto forma di impulsi di breve durata a frequenze tra 35,4 e 27,3 kHz, con massima energia a 31 kHz. 

## Biologia

### Comportamento
Si rifugia in gruppi fino a 200 individui all'interno di grotte, fessure rocciose e crepe di vecchi edifici, incluse le piramidi egizie, tombe ed altri monumenti antichi. Spesso si trova molto vicino al suolo.

### Alimentazione
Si nutre di falene, termiti, coleotteri e meno frequentemente di grilli, scarabei, formiche e mosche.

### Riproduzione
Danno alla luce un piccolo alla volta l'anno. Femmine gravide sono state osservate in aprile in Nigeria e a novembre in Zimbabwe, il che fa supporre che ci siano due cicli riproduttivi differenti legati alla latitudine.

## Distribuzione e habitat
Questa specie è diffusa in maniera discontinua in Africa occidentale, nord-orientale ed orientale fino al Botswana, nel vicino oriente, nella Penisola arabica e nel Subcontinente indiano.
Vive nelle savane alberate, boschi di Miombo, foreste paludose e nelle piane alluvionali lungo le sponde del Nilo fino a 200 metri di altitudine.

## Tassonomia
Sono state riconosciute 4 sottospecie:
- T.p.perforatus: Egitto centrale, Sudan settentrionale;
- T.p.haedinus (Thomas, 1915): Etiopia, Somalia settentrionale, Kenya, Uganda, Tanzania centrale; Arabia Saudita centro-occidentale, Yemen sud-occidentale, Oman nord-orientale, Israele, Giordania occidentale, Pakistan sud-orientale, stati indiani del Gujarat, Madhya Pradesh, Rajasthan e Andhra Pradesh;
- T.p.senegalensis (Desmarest, 1820): Mauritania, Gambia, Guinea-Bissau, Mali, Ghana, Benin, Niger, Nigeria;
- T.p.sudani (Thomas, 1915): Sudan centrale e meridionale, Sudan del Sud, Repubblica Democratica del Congo orientale, Botswana, Zimbabwe.

## Conservazione
La IUCN Red List, considerato il vasto areale e la popolazione presumibilmente numerosa, classifica T.perforatus come specie a rischio minimo (Least Concern)).